# Mihajlovkai járás (Tengermellék)

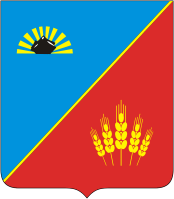
A Mihajlovkai járás címerének változata

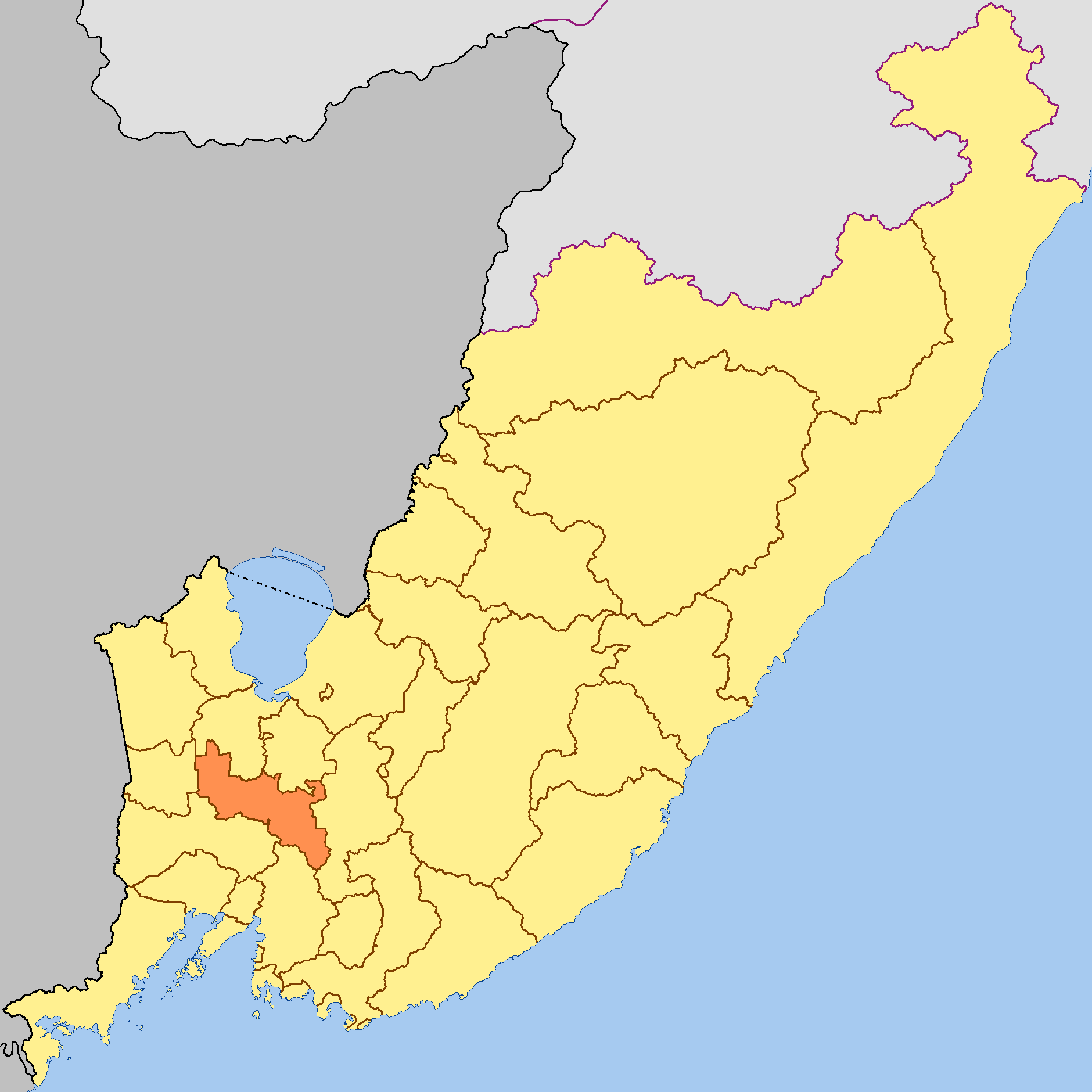
A Mihajlovkai járás a Tengermelléki határterületen

A Mihajlovkai járás (Михайловский район) a Tengermelléki határterület (Oroszország) délnyugati részén fekszik, székhelye Mihajlovka falu (9,6 ezer lakos), amely Vlagyivosztoktól 122 km-re fekszik északra. Területe 2712 km², lakossága (2005-ben) 37,1 ezer fő volt, népsűrűsége 14 fő/km². 

## Általános információk
A Tengermellék viszonylag sűrűbben lakott déli részéhez tartozik, 12 községre és 1 városi jellegű településre (Novosahtyinszkij, 8,3 ezer lakos) oszlik (összesen 31 települése van). Északnyugat-délkeleti irányban nyúlik el, délről az Usszurijszki,  nyugatról az Oktyabrszkij, keletről az Anucsinói, északról a Horoli és a Csernyigovkai járások határolják. Területén húzódik az Usszuri és a Japán-tenger közötti alacsony vízválasztó. Keleti részét a Szihote-Aliny vulkáni eredetű előhegysége, a Przsevalszkij-hg. borítja, itt található a legtöbb erdő is (a járás területének 45%-át borítja erdő).  
- A járás térképe Archiválva 2005. december 26-i dátummal a Wayback Machine-ben

## Története
A járás területén már a középkorban is voltak emberi települések, ezeknek nyomait Ivanovka és Oszinovka környékén tárták fel. Az első orosz települést, Mihajlovkát 1870-1871-ben alapították Kameny-Ribolovból érkezett telepesek. A második bevándorlási hullám az 1880-as években érkezett, 1883-ban alapították Pavlovkát, Grigorjevkát és Ivanovkát; 1885-ben Kremovót, Ljalicsit, Nyikolajevkát és Sirjajevkát. Ekkoriban a vidéken az egyik fő gazdasági ág a méhészkedés volt. 1894-ben tartották meg az első vásárt Mihajlovkában, amely a terület központjává vált, főként a Transzszibériai vasútvonal megépülése után. A forradalom utáni területi átszervezéskor, 1926-ban alakult meg a Mihajlovkai járás (ekkor még 23 községgel, melyeknek száma az egyesítésekkel azóta felére csökkent). 1963-1965 között  ideiglenesen az Usszurijszki járáshoz tartozott. Az 1960-as években a járás arculata teljesen átalakult, ekkor kezdődött ugyanis a helyi barnaszénkészletek kitermelése. Napjainkban is ez a járás meghatározó gazdasági ága.

## Népesség
- 1989-ben 44 150 lakosa volt.
- 2002-ben 37 541 lakosa volt.
- 2010-ben 34 434 lakosa volt.

## Gazdaság
A legnagyobb jelentőséggel az óharmadidőszaki barnaszén kitermelése bír, a 2000-es évek elején az évi kitermelés 3 millió tonna körül mozgott. Két nagy bányaüzem folytat kitermelést, a novosahtyinszki Novosahtyinszkoje és a Primorszkaja Ugolnaja Kompanyija. A Tengermelléken egyedül itt folyik germánium-kitermelés. Építőanyagipara, élelmiszeripara és fafeldolgozó ipara is említést érdemel.

## Látnivalók
A járás legismertebb látványosság a Ljalicsi falu közelében található Lótusz-tó (Lotoszovoje ozero), amely védelmet élvez. Az ivanovkai erdőgazdasághoz tartozó tangazdaságban a Tengermellék flórájának jellemző fajtái (például koreai cédrus) találhatóak. A járási honismereti múzeum 2000 óta működik Mihajlovkában. Sirjajevka és Taraszovka között védett nyírfaliget található. Leghíresebb forrása a Szerebrjannij Kljucs.